# Telesfor Mickiewicz
Telesfor Stanisław Mickiewicz (ur. 5 stycznia 1848 w Suwałkach, zm. 26 grudnia 1935 w Radomsku) – porucznik, weteran powstania styczniowego.

## Życiorys
Urodził się w Suwałkach 5 stycznia 1848 roku, jako nieślubny syn Wincenty Mickiewicz, z własnych funduszów utrzymującej się. W stanie panieńskim pozostała co najmniej do 1882 r. Kwestie dotyczące jego narodzin jak i informacje o matce objaśnia nam akt jego chrztu, do którego przystąpił w wieku 11 lat – 26 marca 1859 r. Na końcu aktu znajduje się objaśnienie mówiące, że "opóźnienie spisania aktu i dopełnienia obrzędu religijnego nastąpiło z winy matki dziecięcia".
Z legitymacji kombatanckiej Telesfora wynika, że urodził się trzy lata wcześniej — w 1845 r. Obie daty są możliwe, gdyż mogło dojść do pomyłki urzędnika sporządzającego akt stanu cywilnego.
Życiorys Telesfora Mickiewicza znany jest przede wszystkim z jego własnej relacji złożonej w wywiadzie udzielonym w 1934. Jego szlak bojowy zweryfikowany został przez administrację niepodległej Polski po 1918 r.
Wedle tegoż wywiadu, w chwili wybuchu powstania styczniowego miał 19 lat, jednakże z aktu urodzenia wynika, że w istocie miał wówczas dopiero co skończone 15 lat. Wedle jego relacji walczył w szeregach partii: Surewicza w Grodzisku, Orłowskiego w Łowickiem, następnie Pawełka, a po rozbiciu tejże - w oddziale dowodzonym przez Stanislao Bechiego. Po rozbiciu oddziału Bechiego, trafił do niewoli i został zesłany na Sybir. Wigilię 1863 roku spędził w Pskowie, następnie pieszo lub w kibitce dotarł do Włodzimierza nad rzeką Klaźmą, gdzie został skazany przez sąd wojenny na 10 lat aresztanckich robót i zesłanie do Wiatki, a następnie do Omska na Syberii. Współwięźniami Telesfora byli, m.in.: Kierbedź - stryjeczny brat budowniczego mostu na Wiśle, Narbud, Budkiewicz, ks. Żmijewski, bracia Brzescy, Siekierzyński, Gromski, Maciejewski, Piechociński, Grandes, Pietraszewski. Odzyskał wolność w 1871 i po kilku miesiącach tułaczki przybył do Warszawy, gdzie został kierownikiem hotelu i restauracji "Europejskiej". Następnie od 1879 do 1922 pracował na kolei.
Po odzyskaniu przez Polskę niepodległości (1918) w okresie II Rzeczypospolitej został awansowany do stopnia podporucznika weterana Wojska Polskiego. Za pracę w dziele odzyskania niepodległości dla Polski został odznaczony Krzyżem Niepodległości z Mieczami, Krzyżem Walecznych oraz Krzyżem Harcerskim. Był ojcem chrzestnym sztandaru "Polskiego Towarzystwa Gimnastycznego „Sokół”". Był również postacią znaną i cenioną w przedwojennym Radomsku o czym mogą świadczyć wspomnienia innych znanych radomszczan Tadeusza i Stanisława Różewiczów z lat dzieciństwa.
Telesfor Mickiewicz zmarł 26 grudnia 1935 roku w Radomsku. Pochowany został z honorami na cmentarzu Starym w Radomsku, a jego pogrzeb był manifestem niepodległościowym, na który licznie przybyli wysoko postawieni przedstawiciele władzy i wojska.

## Galeria

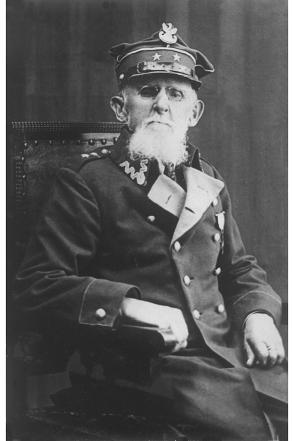
Telesfor Stanisław Mickiewicz - weteran powstania styczniowego
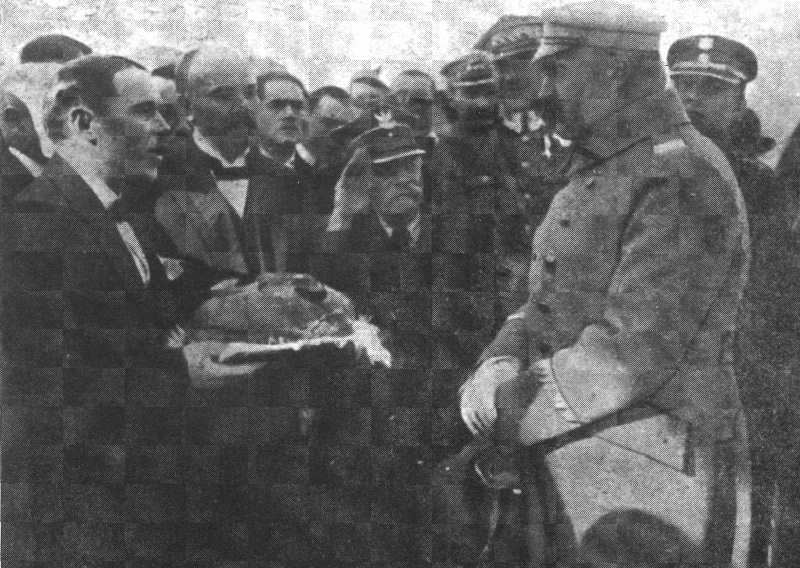
Powitanie Marszałka Józefa Piłsudskiego przez Telesfora Mickiewicza i władze miasta Radomska.
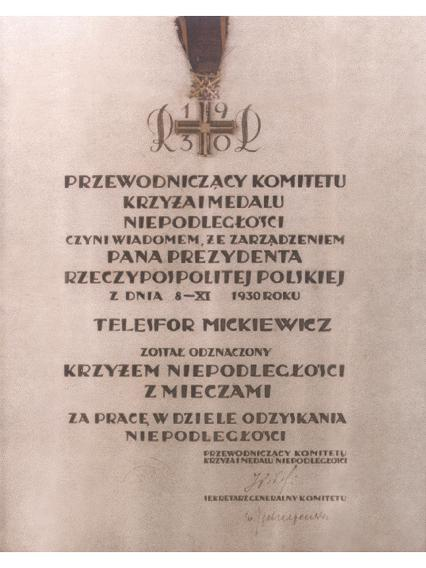
Dokument nadania odznaczenia przez marszałka Józefa Piłsudskiego dla Telesfora Mickiewicza
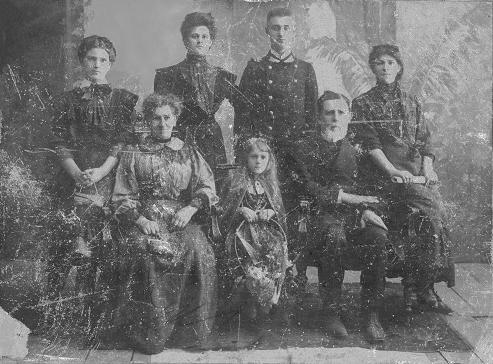
Rodzina Mickiewiczów: Telesfor wraz z żoną Emilią i dziećmi: Jadwigą, Leokadią, Janiną, Wiesławą i Adamem. Radomsko, 1908 r.
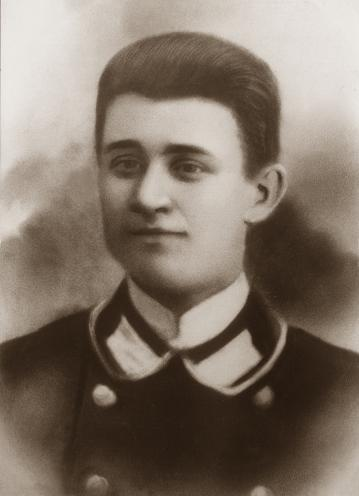
Adam Mickiewicz - syn Telesfora Mickiewicza, kompozytor, pianista, odznaczony Orderem Odrodzenia Polski za wybitne osiągnięcia na polu kultury i sztuki